# NO-NUTS

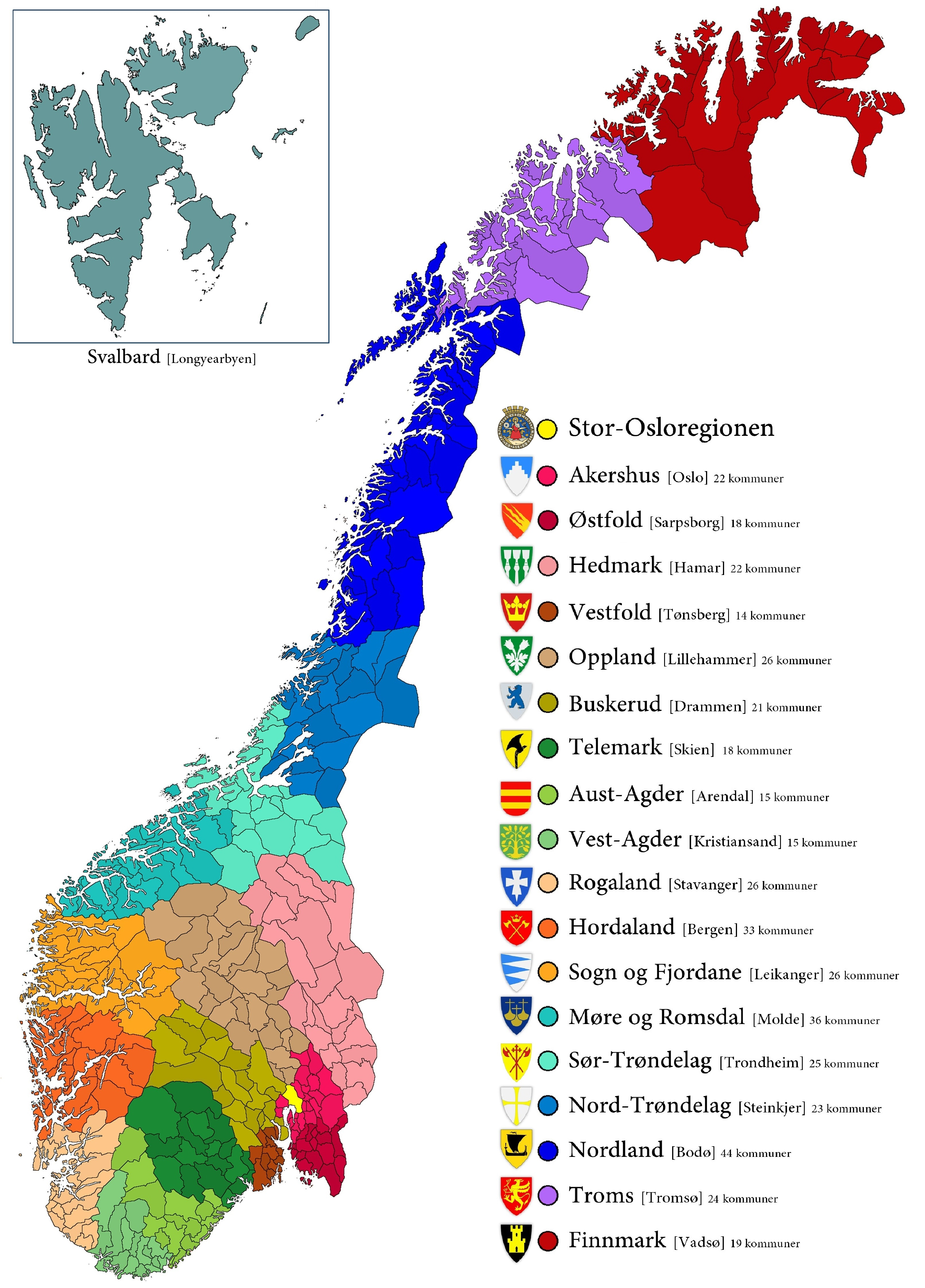
Mapa Norska

NUTS:NO je zkratka pro normalizovanou klasifikaci územních celků v Norsku pro potřeby norského statistického úřadu a Eurostatu.

## Rozdělení
Norsko se skládá ze tří stupňů NUTS a dvou stupňů LAU:
- NUTS-1: 1 Norge
- NUTS-2: 7 landsdeler („části země“)
- NUTS-3: 19 fylker (kraje)
- LAU-1: 89 økonomiske regioner (ekonomické regiony)
- LAU-2: 431 kommuner (obce)

## Jednotky NUTS:NO
Následující tabulka zachycuje stav předcházející reformě administrativního dělení Norska. V současnosti (01/2020) existuje 11 krajů a 356 obcí. Klasifikace NUTS na tuto skutečnost zatím nereagovala. 
| NUTS 1 | NUTS 1 | NUTS 2 | NUTS 2             | NUTS 3 | NUTS 3           |
| ------ | ------ | ------ | ------------------ | ------ | ---------------- |
| NO0    | Norge  | NO01   | Oslo og Akershus   | NO011  | Oslo             |
| NO0    | Norge  | NO01   | Oslo og Akershus   | NO012  | Akershus         |
| NO0    | Norge  | NO02   | Hedmark og Oppland | NO021  | Hedmark          |
| NO0    | Norge  | NO02   | Hedmark og Oppland | NO022  | Oppland          |
| NO0    | Norge  | NO03   | Sør-Østlandet      | NO031  | Østfold          |
| NO0    | Norge  | NO03   | Sør-Østlandet      | NO032  | Buskerud         |
| NO0    | Norge  | NO03   | Sør-Østlandet      | NO033  | Vestfold         |
| NO0    | Norge  | NO03   | Sør-Østlandet      | NO034  | Telemark         |
| NO0    | Norge  | NO04   | Agder og Rogaland  | NO041  | Aust-Agder       |
| NO0    | Norge  | NO04   | Agder og Rogaland  | NO042  | Vest-Agder       |
| NO0    | Norge  | NO04   | Agder og Rogaland  | NO043  | Rogaland         |
| NO0    | Norge  | NO05   | Vestlandet         | NO051  | Hordaland        |
| NO0    | Norge  | NO05   | Vestlandet         | NO052  | Sogn og Fjordane |
| NO0    | Norge  | NO05   | Vestlandet         | NO053  | Møre og Romsdal  |
| NO0    | Norge  | NO06   | Trøndelag          | NO061  | Sør-Trøndelag    |
| NO0    | Norge  | NO06   | Trøndelag          | NO062  | Nord-Trøndelag   |
| NO0    | Norge  | NO07   | Nord-Norge         | NO071  | Nordland         |
| NO0    | Norge  | NO07   | Nord-Norge         | NO072  | Troms            |
| NO0    | Norge  | NO07   | Nord-Norge         | NO073  | Finnmark         |